# Takafumi Akahoshi
Takafumi Akahoshi (født 27. maj 1986) er en tidligere japansk fodboldspiller.
Han har spillet for flere forskellige klubber i sin karriere, herunder Urawa Reds.